# Orlando Moreira Alves
Orlando Moreira Alves (Santana do Livramento, 14 de junho de 1949 - ?, 10 de fevereiro de 2017), mais conhecido como Orlando Pataca, foi um futebolista brasileiro que atuava como goleiro. Ficou marcado pela histórica goleada sofrida pelo seu então time, o Ferro Carril, no Campeonato Gaúcho de Futebol de 1976, no qual foi derrotado por 14–0 pelo Internacional. Famoso por seu peso acima da média (pesava 106 kg), acabou por ser demitido e saindo do futebol após o episódio. A morte foi comunicada pela família através de redes sociais.